# Ку Хара
Ку Хара́ (кор. 구하라;  13 января 1991 — 24 ноября 2019, известная мононимно как Хара́) — южнокорейская певица и актриса. Являлась участницей женского коллектива Kara (2008—2016). Помимо деятельности в группе, Хара также снималась в телесериалах, её дебютом считается дорама «Городской охотник» (2011).
Хара дебютировала в качестве сольной исполнительницы в июле 2015 года с мини-альбомом Alohara (Can You Feel It?).
26 мая 2019 года Ку Хара пыталась покончить жизнь самоубийством во время сильной депрессии. 24 ноября 2019 года была найдена мертвой в своем доме.

## Жизнь и карьера

### 1991—2007: Ранние годы и образование
Ку Хара родилась 13 января 1991 года в Кванджу, Южная Корея. В 2005 году, в возрасте 14 лет Хара участвовала в спортивном турнире S.M. Entertainment. Двумя годами позже пыталась попасть в JYP Entertainment в качестве трейни, но не смогла пройти кастинг.
Посещала Женский Университет Сунгшин.

### 2008—15: Дебют в Kara иAlohara (Can You Feel It?)

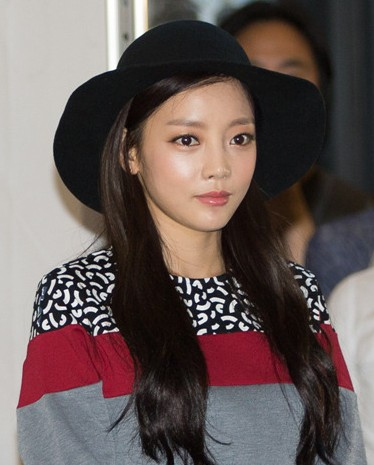
Ку Хара на фанмитинге Kara, август 2014 года

Хара стала участницей гёрл-группы Kara под руководством DSP Media в 2008 году после ухода Сонхи. В октябре 2009 года стала участницей шоу «Непобедимая молодёжь».
В 2011 году исполнительница дебютировала в качестве актрисы в дораме «Городской охотник». Она сыграла Чхве Да Хэ, дочь южнокорейского президента. В ноябре вместе с одногруппницей Николь стала ведущей музыкального шоу Inkigayo; последний эфир с их участием состоялся в августе 2012 года.
В 2013 году Хара записала совместную композицию с японским певцом Масахару Фукуямой, получившую название «Magic of Love» для проекта HARA+. Песня стала саундтреком для дорамы «Галилео», где снимался Фукуяма. В октябре стала амбассадором по переливанию крови. 29 декабря 2014 года запустила собственное шоу «Хара ON & OFF».
В январе 2015 года было запущено модное реалити-шоу «Стиль для тебя» вместе с Хичхолем из Super Junior, Хани из EXID и Борой из Sistar. В июне была выпущена первая книга Хары «Ногти Хары». 14 июля состоялся релиз дебютного мини-альбома Alohara (Can You Feel It?), который достиг 4 места в альбомном чарте Gaon. Сингл «Choco Chip Cookies» был записан при участии рэпера Giriboy.
В октябре Хара присоединяется к касту шоу «Кулаки храма Шаолинь», где знаменитости отправляются в буддистский монастырь Шаолинь, чтобы научиться боевым искусствам.

### 2016—19: Уход из DSP Media, работа на телевидении

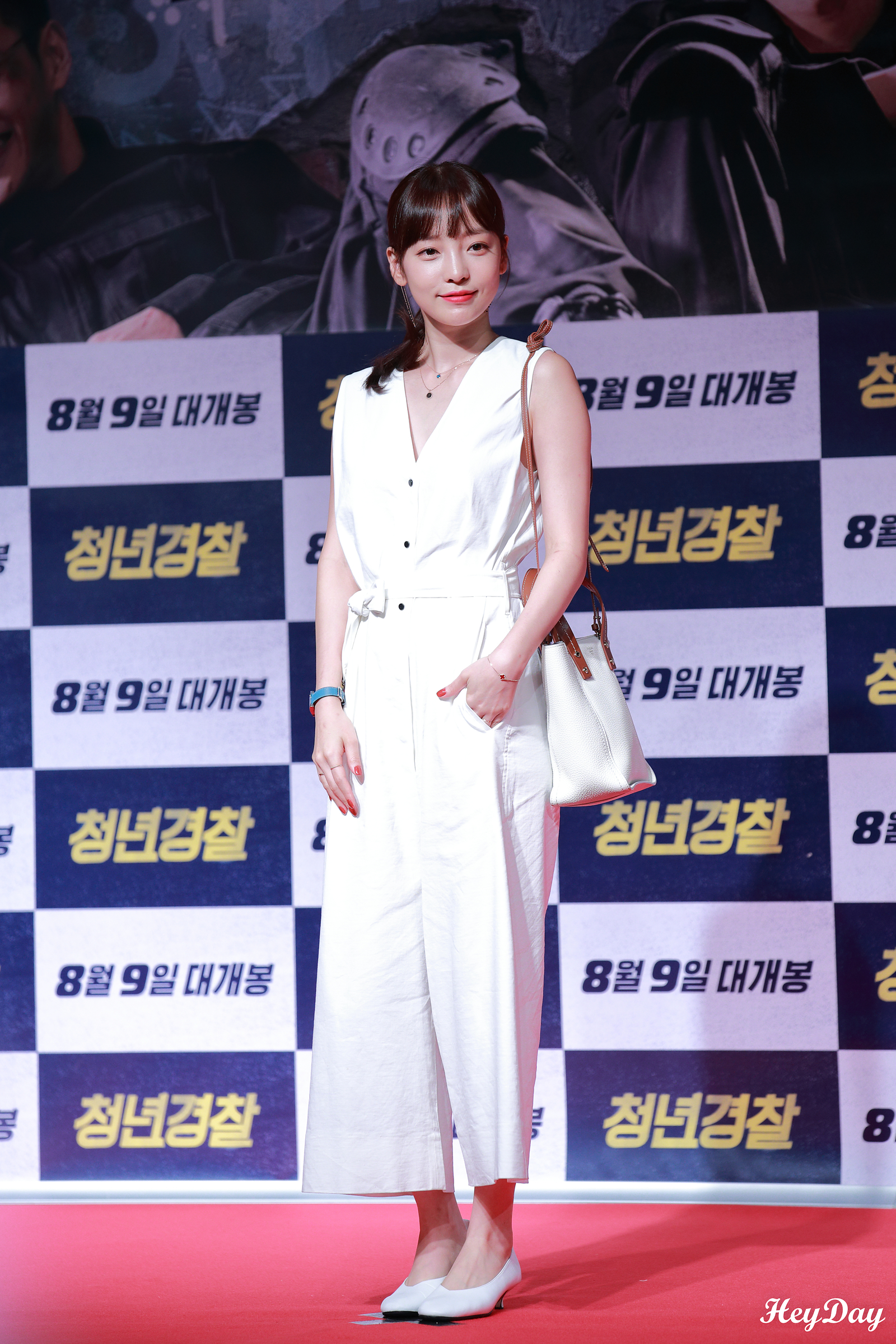
Ку Хара в августе 2017 года

15 января 2016 года стало известно, что Хара отказалась продлевать свой контракт с DSP Media и ушла из агентства; Kara были официально расформированы. Позже стало известно, что девушка присоединилась к KeyEast. В декабре того же года она приняла участие в сингле Thunder.
В августе 2017 года Хара получила роль в веб-фильме «Песнь шагов». В ноябре было подтверждено её участие в шоу «Сеульский приятель».
В январе 2018 года Хара выпустила саундтрек «On A Good Day» для дорамы «Жонглёры». В апреле стало известно, что она станет ведущей модного шоу «Мой безумный дневник красоты». В июле стала амбассадором ежегодного Animal Film Festival. В начале 2019 года Хара покинула KeyEast по истечении срока контракта. После перерыва в первой половине 2019 года в июне 2019 года Хара объявила, что она подписала контракт с Production Ogi, чтобы продолжить свою деятельность в Японии .
Последним релизом Хары до её смерти был макси-сингл «Midnight Queen», выпущенный в сентябре. Она также отправилась в мини-тур под названием HARA Zepp Tour 2019 ～HELLO～, чтобы поддержать альбом. Тур состоял из четырёх концертов, проходивших по всей Японии в ноябре заканчивающихся 19-го.

## Личная жизнь
Во время эфира 5 января 2010 года на шоу «Сильное сердце» Хара призналась, что пользовалась услугами пластического хирурга. Она заявила, что у неё всегда было двойное веко, но при операции его сделали более выделяющимся.

### Конфликт с DSP Media
19 января 2011 года было объявлено, что Хара наряду с тремя другими участницами Kara расторгнет свой контракт с DSP Media и направит судебный иск. В тот же день стало известно, что она останется в агентстве.

### Судебные разбирательства с Чхве Чжон Бомом
Гу встречалась с парикмахером Чхве Чжон Бомом после того, как они впервые встретились на съемках телепрограммы о красоте Мой безумный дневник красоты.. Около 1 часа ночи 13 сентября 2018 года пьяный Чхве ворвался в дом Гу, пока она спала, и затеял ссору, которая переросла в жестокое нападение, когда он якобы пытался порвать с ней. Полиция прибыла в дом Гу после того, как Чхве заявил о нападении на неё. Гу утверждала, что инцидент был двусторонним, а затем обе стороны разместили изображения своих травм в Интернете, чтобы объяснить свою версию истории.
После инцидента Гу прошла медицинское обследование, и было обнаружено, что она страдает от кровотечения из матки и влагалища, а также был поставлен диагноз растяжение шейки матки, ушибы лица и растяжение связок, ушибы голени и растяжение связок и правое предплечье и дополнительные растяжения связок. После этого Гу подала в суд на Чхве за угрозу опубликовать секс-видео, снятое без её согласия, в попытке с его стороны положить конец её карьере.
На первом судебном заседании, состоявшемся 18 апреля 2019 года, Чхве были предъявлены обвинения в съемках секс-видео, нанесении телесных повреждений, запугивании, принуждении и порче имущества. Чхве отрицал все обвинения, кроме уничтожения имущества. 26 мая Хара попыталась покончить с собой в своей квартире и была немедленно доставлена в больницу, после чего извинилась за беспокойство своих поклонников. В результате Хара не присутствовала на втором судебном заседании 30 мая. Первоначально она должна была явиться в суд в качестве свидетеля. На третьем судебном заседании 18 июля председательствующий судья О Дук Сик попросил представить видео в качестве доказательства в суд, поскольку содержание видео было оспорено. После возражений адвокатов Гу по поводу возможности того, что общественность может просмотреть видео в суде, судья просмотрел видео в частном порядке в своей комнате, чтобы подтвердить содержание видео. Кроме того, Гу Хара также давала показания Оу наедине в течение двух часов.
В августе Чхве был оправдан по обвинению в съемке секс-видео без разрешения, поскольку суд согласился с тем, что съемки проводились без её согласия, но поскольку она оставалась в отношениях, они признали его невиновным в незаконных съемках. Однако он был приговорен к одному году и шести месяцам тюремного заключения с отсрочкой на три года после испытательного срока, после того как был признан виновным в угрозе загрузить секс-видео, принуждении, физическом насилии и уничтожении собственности. После того, как новость о её секс-видео стала достоянием общественности, Хара подверглась преследованиям онлайн в социальных сетях, несмотря на то, что стала жертвой преступления. После рассмотрения апелляции на условный приговор 2 июля 2020 года Чхве был приговорен к году тюремного заключения, причем суд заявил, что Чхве «хорошо осознавал, что степень ущерба была бы очень серьезной, если бы секс-видео просочились, учитывая, что жертва была известной знаменитость». Группа обвинения подала апелляцию в Верховный суд на более суровый приговор 8 июля 2020. 23 сентября Чхве подал прошение об освобождении под залог в ожидании решения Верховного суда по апелляции обвинения, которое было назначено на 15 октября. Решение Верховный суд отказал ему в освобождении под залог, заявив: «Нет никаких существенных причин для освобождения Чхве Чжон Бома под залог. Это решение было принято с согласия участвующих судей Верховного суда». Верховный суд оставил в силе приговор сроком на один год 15 октября.

### Попытка самоубийства
26 мая 2019 года девушка была госпитализирована после попытки самоубийства в собственном доме. По словам её менеджера, исполнительница боролась с сильной депрессией, и за ней старались присматривать в течение последних нескольких месяцев.

## Смерть
24 ноября 2019 года Хара была найдена мертвой в своем доме в Чхондам-доне, Каннам.
Полиция обнаружила предсмертную записку, написанную Харой, и пришла к выводу, что это было именно самоубийство, поскольку она была замечена на кадрах видеонаблюдения, возвращавшейся домой в 12:40. Никаких посетителей, за исключением домработницы, которая нашла её тело в 6 часов вечера, в тот же день, к ней не было. Вскрытие не было проведено после того, как полиция проконсультировалась с уполномоченным прокурором и приняла во внимание просьбу её семьи, а тело было передано её семье 26 ноября. Смерть Хары произошла через месяц после того, как её близкая подруга и айдол Солли покончила жизнь самоубийством.
Похороны Хары проходили в частном порядке в больнице Каннам-Северанс в присутствии членов семьи и друзей, а 25–26 ноября в Католическом университете Кореи в Сеульской больнице Св. Марии в Каннам проводилась отдельная поминальная служба для поклонников. Тело Ку Хары было кремировано, а её останки были помещены в мемориальный парк Скайкасл в Бундане, Кёнгидо.

## Наследие
Смерть Гу привлекла внимание всего мира к сексуальным преступлениям против женщин в Южной Корее. После её смерти была подана петиция в Голубой дом с более чем 200 000 подписями, требующая более сурового наказания за тайную съемку сексуальных актов без согласия обоих партнёров. Более того, выяснилось, что Хара помогала репортеру Кан Гёнюну расследовать дело Чон Чжунёна до своей смерти.

### Петиция о пересмотре закона о наследовании и Закона о Гу Хара
Старший брат Гу Хары, Гу Хоин, подал петицию о пересмотре закона о наследовании в Южной Корее, чтобы помешать родителям претендовать на наследство, если они пренебрегли своими родительскими обязанностями, после того, как их мать, проживающая отдельно, обратилась к ним с просьбой о доле наследства Гу Хары. Петиция была успешной, собрав 100 000 подписей за 30 дней. Затем Гу Хо Ин подтолкнул законодательный орган к принятию закона от имени Гу Хары под названием «Закон Гу Хара». Однако законопроект не был принят в 20-м Национальном собрании, заявив, что он нуждается в дальнейшем рассмотрении. 21-е Национальное собрание продолжило рассмотрение перспективного закона. На пленарном заседании, состоявшемся 1 декабря 2020 года, пересмотренный закон был принят 21-м Национальным собранием, вместе с другими несвязанными счетами.

### Судебный процесс по наследству
Гу Хо Ин также подал в суд, чтобы помешать их матери претендовать на 50% активов Гу Хары в качестве наследства, поскольку она, как сообщается, не выполняла свои родительские обязанности по отношению к сыну и дочери. Пересмотренный закон не будет применим к иску их матери из-за другого закона, запрещающего ретроспективное применение новых законов по старым делам. Их отец передал свои права на наследство Гу Хо Ину. 22 декабря 2020 года суд по семейным делам Кванджу постановил, что их мать получит 40% наследства, в то время как Гу Хо Ин получит оставшиеся 60%.

### Сбор средств для семей с одним родителем
Во вторую годовщину смерти Гу Хара в 2021 году Гу Хо Ин объявил, что выставит на аукцион 10 картин маслом, написанных Гу Харой, часть выручки от которых будет передана японской некоммерческой организации Florence, основными клиентами которой являются семьи с одним родителем.

## Дискография

### Мини-альбомы
- Alohara (Can you feel it?) (2015)

## Фильмография
| Год  |   | Русское название          | Оригинальное название  | Роль              |
| ---- | - | ------------------------- | ---------------------- | ----------------- |
| 2008 | с | Он идёт                   | The Person Is Coming   | Камео             |
| 2009 | с | Герой                     | Hero                   | Камео             |
| 2011 | с | Уракара                   | URAKARA                | В роли самой себя |
| 2011 | с | Городской охотник         | City Hunter            | Чхве Да Хэ        |
| 2013 | с | Галилео 2                 | Galileo 2              | Камео             |
| 2013 | ф | Анимация Kara             | KARA The Animation     | В роли самой себя |
| 2014 | с | Тайная любовь             | Secret Love            | Ли Хён Чон        |
| 2014 | с | Всё нормально, это любовь | It’s Okay, That’s Love | Камео             |

## Награды и номинации
| Год  | Премия                   | Номинация               | Что номинировано     | Результат |
| ---- | ------------------------ | ----------------------- | -------------------- | --------- |
| 2010 | KBS Entertainment Awards | Лучший MC (Женщина)     | Непобедимая молодёжь | Победа    |
| 2011 | Mnet 20's Choice Award   | Горячая девушка кампуса | н/д                  | Победа    |
| 2011 | SBS Drama Awards         | Новая звезда            | Городской охотник    | Победа    |
| 2013 | 50th' Savings Day        | Saving Award            | н/д                  | Победа    |
| 2015 | Korean Nail Star Award   | Певица                  | 'Ногти Хары'         | Победа    |
| 2015 | SBS Entertainment Awards | Награда за челлендж     | Кулаки храма Шаолинь | Победа    |
| 2015 | SBS Entertainment Awards | Лучшая командная работа | Кулаки храма Шаолинь | Победа    |